# Art & Language
Art & Language é uma colaboração de artistas conceituais que sofreu muitas mudanças desde a sua criação no final dos anos sessenta. O grupo foi fundado por artistas que compartilhavam um desejo comum de combinar idéias e preocupações intelectuais com a criação da arte. A primeira edição da revista do grupo, Art-Language: The Journal of Conceptual Art, foi publicada em novembro de 1969 na Inglaterra e teve uma influência importante na arte conceptual nos Estados Unidos e no Reino Unido.

## Primeiros anos
O grupo Art & Language foi fundado em 1967 no Reino Unido por Terry Atkinson (nascido em 1939), David Bainbridge (nascido em 1941), Michael Baldwin (nascido em 1945) e Harold Hurrell (nascido em 1940). Estes quatro artistas começaram sua colaboração por volta de 1966, quando eles eram professores de arte em Coventry. O nome do grupo foi derivado de sua revista, Art-Language, originalmente criada como uma conversação de trabalho em 1966. O grupo era crítico do que eram consideradas práticas tradicionais de arte moderna na época. Em suas conversas de trabalho, eles criaram a arte conceitual como parte de suas discussões.
Entre 1968 e 1982, o grupo cresceu para quase cinquenta pessoas. Entre os primeiros a participar, estavam o crítico de arte e historiador Charles Harrison e o artista Mel Ramsden, no início dos anos 70, pessoas como Ian Burn, Michael Corris, Preston Heller, Graham Howard, Joseph Kosuth e Andrew Menard. e Terry Smith se juntou ao grupo. Dois colaboradores de Coventry, Philip Pilkington e David Rushton, seguiram-no. O grau relativo de anonimato mantido dentro do grupo continua a ter significado histórico na comunidade artística. Devido à incerteza das listas exatas de membros, é difícil saber inequivocamente não apenas quem eram todos os contribuintes, mas também quais eram suas contribuições exatas.
A primeira edição da Art-Language (Volume 1, Issue 1, maio de 1969) é chamado a revista de arte Conceptual. Na segunda edição (Volume 1, número 2, fevereiro de 1970), tornou-se claro que não havia arte conceitual e artistas conceituais para quem a revista não falava. Para melhor cobrir o propósito da revista, o título foi abandonado. Art-Language, no entanto, trouxe à luz o início de um novo movimento artístico. Foi o primeiro traço na identificação de uma entidade pública chamada Arte Conceitual. A revista foi a primeira do gênero a servir aos interesses teóricos e conversacionais de uma comunidade de artistas e críticos, que também eram seus produtores e usuários. Enquanto a comunidade estava longe de um acordo unânime sobre como a natureza da arte conceitual editores definr, ea maioria dos seus parceiros históricos compartilhada opiniões semelhantes sobre outros movimentos artísticos. A arte conceitual criticava o modernismo por sua burocracia e seu historicismo e pelo minimalismo por seu conservadorismo filosófico. A prática da arte conceitual, especialmente em seus primeiros anos, baseou-se principalmente na teoria e em sua forma predominantemente textual.
À medida que a distribuição da revista e as práticas de ensino dos editores e outros colaboradores se expandiram, a conversa cresceu para incluir mais pessoas. Na Inglaterra, em 1971, artistas e críticos como Charles Harrison, Philip Pilkington, David Rushton, Sandra Harrison, Graham Howard e Paul Wood se juntaram. Na mesma época em Nova Iorque, Michael Corris se juntou, seguido por Paula Ramsden, Mayo Thompson, Christine Kozlov, Preston Heller, Andrew Menard e Kathryn Bigelow.
O nome Art & Language permaneceu precário devido às diversas interpretações das muitas obras de arte e do propósito do grupo. Seu significado, ou instrumentalidade, variou de pessoa para pessoa, aliança para aliança, discurso para discurso, e aqueles em Nova Iorque que produziram The Fox (1974-1976), por exemplo, aqueles engajados em projetos musicais e aqueles que continuaram a edição da revista. Houve discordância entre os membros e, em 1976, houve um crescente senso de divisão que acabou levando a individualidades competitivas e preocupações variadas.
Durante os anos setenta, Art & Language lidou com questões relacionadas à produção artística e tentou mudar de formas de arte convencionais "não-linguísticas", como pintura e escultura, para trabalhos mais teoricamente baseados em texto. O grupo frequentemente tomava posições argumentativas contra as visões predominantes de críticos como Clement Greenberg e Michael Fried. O grupo Art & Language que expôs na exposição internacional da Documenta de 1972 incluiu Atkinson, Bainbridge, Baldwin, Hurrell, Pilkington, Rushton e o editor americano de Art-Language, Joseph Kosuth. O trabalho consistiu em um sistema de material de arquivo publicado e circulado pelos membros da Art & Language.

## Art & Language Nova Iorque
Burn e Ramsden foram co-fundadores da Sociedade para Arte e Análise Teórica em Nova Iorque no final dos anos 1960. Eles se juntaram à Art & Language em 1970-71. New York Art & Language foi fragmentado depois de 1975 devido a divergências sobre os princípios de colaboração. Karl Beveridge e Carol Condé, que eram membros periféricos do grupo em Nova Iorque, retornaram ao Canadá, onde trabalharam com sindicatos e grupos comunitários. Em 1977, Ian Burn retornou à Austrália e Mel Ramsden ao Reino Unido.

## Fim dos anos setenta
No final dos anos setenta, o grupo foi essencialmente reduzido a Baldwin, Harrison e Ramsden com a participação ocasional de Mayo Thompson e seu grupo Red Krayola. Análise política e desenvolvimento dentro do grupo resultaram em vários membros deixando o grupo para trabalhar em ocupações políticas mais orientadas para ativistas. Ian Burn retornou à Austrália, juntou-se a Ian Milliss, um artista conceitual que começou a trabalhar com sindicatos no início dos anos 1970, a se tornar ativo na Union Media Services, um estúdio de design para iniciativas sociais e comunitárias e para o desenvolvimento de sindicatos. Outros membros do Reino Unido estavam imersos em uma variedade de atividades criativas, acadêmicas e, às vezes, "politizadas".
A ação decisiva tornou-se necessária para que alguns vestígios do ethos original de Art & Language permanecessem. Havia aqueles que foram excluídos e deixados para ocupações individuais no ensino ou como artistas. Outros estavam imunes aos problemas e simplesmente encontraram um emprego diferente. Terry Atkinson foi membro do grupo que deixou o grupo em 1974. Houve outros cuja saída foi acelerada por aqueles cuja prática ainda é identificada com a revista Art-Language e seus compromissos artísticos. As atividades musicais continuaram com Mayo Thompson e The Red Krayola. O projeto de conversação literária continuou com Charles Harrison (1942-2009). No final de 1976, o fio genealógico desta obra artística foi tomado pelas mãos de Michael Baldwin e Mel Ramsden, com quem ele permanece até hoje.

## Exposições e prêmios

### Prêmios e críticas
Em 1986, Art & Language foi indicado para o Prêmio Turner. Em 1999, a Art & Language expôs no PS1 MoMA em Nova Iorque, com uma importante instalação intitulada The Artist Out of Work. Este foi um lembrete de práticas de diálogo e outros tipos de Art & Language, com curadoria de Michael Corris e Neil Powell. Esta exposição seguiu de perto a exposição revisionista do Global Conceptualism: Pontos de Origem no Queens Museum of Art, também em Nova Iorque. O programa Art & Language, da PS1, ofereceu uma versão alternativa do pano de fundo e legado da arte conceitual "clássica" e reforçou uma versão transatlântica em vez de uma versão nacionalista dos eventos de 1968-1972. Em uma avaliação negativa da exposição, o crítico de arte Jerry Saltz escreveu: "Há um quarto de século, Art & Language forjou um elo importante na genealogia da arte conceitual, mas os esforços a seguir foram tão auto-suficientes e obscuros que seu trabalho é agora praticamente irrelevante".

### Coleções permanentes
Outras exposições em todo o mundo incluem as obras de Atkinson e Baldwin (trabalhando como Art & Language) em coleções como as da Tate no Reino Unido, do Centro Pompidou na França. As obras e trabalhos relacionados à Art & Language de Nova Iorque são realizados no Getty Research Institute, em Los Angeles. Em março de 2011, Philippe Méaille emprestou 800 obras de arte do coletivo Art & Language ao Museu de Arte Contemporânea de Barcelona, também conhecido como MACBA. Em abril de 2016, o departamento departamental de Maine-et-Loire, Vale do Loire, entregou as chaves do Castelo de Montsoreau a Philippe Méaille, para criar o Castelo de Montsoreau-Museu de Arte Contemporânea e mostrar sua coleção de arte contemporânea em torno da arte conceitual da Art & Language e organiza inúmeros eventos, como exposições e conferências.

### Exposições selecionadas
- 1967 Hardware Show, Architectural Association, Londres.
- 1968 Desmaterialização Show, Galeria Ikon, Londres.
- 1971 The Ar-Condicionado Show, Galeria de Artes Visuais, Nova York.
- 1972 O Art & Language Institute, Galeria Daniel Templon, Paris.
- Documenta Memorandum, Galeria Paul Maenz, Colônia.
- 1973 Index 002 Bxal, Galeria John Weber, Nova Iorque.
- 1976 Music-Language, Galeria Eric Fabre, Paris.
- Art & Language, Museu de Arte Moderna, Oxford.
- 1978 Bandeiras para Organizações, Lisson Gallery, Londres.
- 1979 Eles dão seu sangue; Dê seu trabalho, Eric Fabre Gallery, Paris.
- 1980 Retratos de V.I. Lenin no estilo de Jackson Pollock, Van Abbemuseum, Eindhoven.
- 1982 Index: Estudo em 3 Wesley Place pintado pela boca, De Veeshal, Middelburg.
- Art & Language retrospectiva, Museu de Arte Moderna, Toulon.
- 1983 Index: Estudo em 3 Wesley Place I, II, III, IV, Gewald, Ghent.
- 1986 Confissões: Incidentes em um museu, Lisson Gallery, Londres.
- 1987 Arte e Linguagem: As Pinturas, Palácio de Belas Artes, Bruxelas.
- 1990 Hostages XXIV-XXXV, Marian Goodman Gallery, Nova York.
- 1993 Art & Language, Galeria Nacional do Jeu de Paume, Paris.
- 1995 Art & Language e Luhmann, Kunstraum, Viena.
- 1996 suspiros presos por mentirosos, Paris Gallery, Paris.
- 1999 Art & Language na Prática, Fundacio Antoni Tàpies, Barcelona.
- Cinco ensaios, Galerià Juana de Aizpuru, Madrid.
- O artista sem trabalho: Art & Language 1972-1981, P.S.1 Contemporary Art Center, Nova York.
- 2000 Art & Language & Luhmann No.2, ZKM, Karlsruhe.
- 2002 Muito escuro para ler: Retrospectiva, Museu de Arte Moderna Lille Métropole, Villeneuve d'Ascq.
- 2003 Art & Language, Museu Migros für Gegenwartskunst, Zurique.
- 2004 Art & Language, CAC Málaga, Màlaga.
- 2005 Difícil dizer quando, Lisson Gallery, Londres.
- 2006 Resta apenas cantar, Galeria de Erban, Nantes (Miroirs, 1965, Karaoke, 1975-2005) e Château de la Bainerie (obras 1965-2005), Tiercé.
- Interferência / Blurrings 2008, Galerie Taddeus Ropac, Paris.
- 2009 Art & Language, Museu de Arte Moderna de Espoo, Helsínquia.
- 2010 Retratos e um Sonho, Lisson Gallery, Londres.
- Art & Language, Galeria Rhona Hoffman, Chicago.
- Emblemas 2011, Galeria Mulier Mulier, Knokke.
- 2013 Cartas para a Rede Krayola, Kadel Wilborn Gallery, Düsseldorf.
- Arte e Linguagem, Museu Dhont-Dhaenens, Deurle.
- Arte e Linguagem, Garage Cosmos, Bruxelas.
- 2014 Art & Language Uncompleted: A Coleção Philippe Maille, MACBA, Barcelona.
- 2016 Art & Language, Château de Montsoreau-Museu de Arte Contemporânea, Montsoreau.
- 2017 Ninguém falou, KunstSaele, Berlim.
- 2018 Art & Language Reality (Dark) Fragmentos (Luz), Château de Montsoreau-Museu de Arte Contemporânea, Montsoreau.

## Instalações teóricas
A Art & Language e o Jackson Pollock Bar colaboraram pela primeira vez em janeiro de 1995, durante o simpósio Art & Language & Luhmann, organizado pelo Instituto de Considerações Sociais Contemporâneas (Institut für Sozial Gegenwartsfragen) de Freiburg. O simpósio de três dias contou com a participação de palestrantes, incluindo Catherine David, que preparou a Documenta X, e Peter Weibl, artista e curador. Houve também uma instalação teórica de um texto de Art & Language produzido em reprodução pelo Jackson Pollock Bar. A instalação foi realizada por cinco atores alemães que interpretaram os papéis de Jack Tworkow, Philip Guston, Harold Rosenberg, Robert Motherwell e Ad Reinhardt. lábios, os atores usaram o texto pré-gravado para uma conversa "New Conceptual". Desde esta colaboração, cada nova exposição Art & Language juntou-se a uma instalação teórica do Jackson Pollock Bar.

## Membros anteriores e associados
- Terry Atkinson
- David Bainbridge
- Kathryn Bigelow[16]
- Ian Burn 
- Sarah Charlesworth
- Michael Corris
- Preston Heller
- Graham Howard
- Harold Hurrell
- Joseph Kosuth
- Christine Kozlov
- Nigel Lendon
- Andrew Menard
- Philip Pilkington
- Neil Powell
- David Rushton
- vTerry Smith
- Mayo Thompson